# Rurouni Kenshin: The Legend Ends
Rurouni Kenshin: The Legend Ends (るろうに剣心 伝説の最期編?, Rurouni Kenshin: Densetsu no saigo-hen) è un film del 2014 diretto da Keishi Ōtomo.
Pellicola d'azione giapponese (jidaigeki) basato sulla serie manga Kenshin - Samurai vagabondo. La storia segue i due film immediatamente precedenti, ovvero Rurouni Kenshin (2012) e Rurouni Kenshin: Kyoto Inferno (2014).

## Trama
In un flashback, Seijūrō Hiko trova il giovane Shinta, che scava tombe per i banditi uccisi. Shinta afferma che dopo la morte restano solo corpi, e Hiko decide di prenderlo come allievo, chiamandolo "Kenshin". Risvegliatosi dopo tre giorni, Kenshin chiede del destino della sua amica Kaoru, ma Hiko gli comunica che probabilmente è morta. Kenshin desidera apprendere la tecnica finale Hiten Mitsurugi, "Amakakeru Ryu no Hirameki", per sconfiggere Makoto Shishio. Hiko accetta e inizia il suo addestramento con un duello. Nel frattempo, Shishio appare al largo di Tokyo su una corazzata nera e richiede un incontro con il ministro degli interni, Ito Hirobumi. Durante un banchetto, uno dei ministri viene ucciso da un uomo di Shishio, che cattura gli altri membri del governo, minacciando di rivelare i loro crimini se non gli viene portato Kenshin. Hajime Saitō è disgustato dalla gestione del governo e continua a cercare Battousai.
Yahiko Myojin scopre un poster che chiede l'arresto di Kenshin e parte con Sagara e Misao per Tokyo per trovarlo e cercare Kaoru. In ospedale trovano Kaoru incosciente ma viva. Durante l'addestramento, Hiko spiega a Kenshin che ha abbandonato la sua voglia di vivere come assassino e che senza la volontà di sopravvivere non potrà sconfiggere Shishio. Hiko lo avverte che se non comprende cosa gli manca, morirà. La mattina seguente, Kenshin realizza di temere la morte e usa istintivamente la spada per proteggersi. Hiko gli rivela che deve riconoscere il valore della propria vita per apprendere il segreto di Amakakeru. Kaoru si risveglia dal coma e, insieme a Yahiko e Sanosuke, torna a Tokyo. Mentre Kenshin conclude il suo addestramento, Makimachi Misao lo informa che Kaoru è viva e che è stato dichiarato un criminale ricercato per il suo passato come Battōsai. Kenshin decide di tornare a casa attraverso un percorso segreto, ma scopre che Okina ha incontrato Aoshi Shinomori, che lo attende. Durante il duello con Aoshi, Okina muore per le ferite subite.
Sulla corazzata di Shishio, si apprende che Shishio può combattere solo per quindici minuti a causa della sua incapacità di sudare. Kenshin torna al dojo Kamiya Kashin, dove viene arrestato dalla polizia. Si arrende per evitare violenze e viene portato da Ito Hirobumi, che spiega che Shishio intende rovesciare il governo Meiji. Kenshin convince Ito della sua capacità di sconfiggere Shishio, ma l'esecuzione è una messa in scena per liberarlo. Kenshin e Saitō si uniscono per affrontare Shishio. Dopo aver sconfitto Sōjirō Seta, Kenshin trova finalmente Shishio e ingaggia un duello, ma viene sopraffatto. Con l'arrivo di Saitō, Sano e Aoshi, tentano di combattere insieme, ma non riescono a prevalere. Quando Shishio raggiunge il limite di tempo, Yumi tenta di proteggerlo ma viene uccisa. Gli uomini di Ito iniziano a sparare contro la nave per affondarla. Kenshin riesce a sconfiggere Shishio usando Amakakeru, ma non fisicamente; Shishio prende fuoco e muore. Saito, Aoshi, Sano e Kenshin fuggono dalla nave affondata e tornano a riva dove Kaoru e gli altri li aspettano. Ito riconosce Kenshin come Kenshin Himura e dichiara Battōsai morto. Aoshi e Misao tornano a Kyoto mentre Kaoru invita Kenshin a vivere nella nuova era insieme a lei nel dojo.

## Personaggi
- Kenshin Himura interpretato da Takeru Satō
- Kaoru Kamiya interpretata da Emi Takei
- Sanosuke Sagara interpretato da Munetaka Aoki
- Megumi Takani interpretata da Yū Aoi
- Yahiko Myōjin interpretato da Kaito Oyagi
- Aoshi Shinomori interpretato da Yusuke Iseya
- Hajime Saitō interpretato da Yōsuke Eguchi
- Makoto Shishio interpretato da Tatsuya Fujiwara
- Sōjirō Seta interpretato da Ryūnosuke Kamiki
- Yumi Komagata interpretata da Maryjun Takahashi
- Chō Sawagejō interpretato da Ryosuke Miura
- Misao Makimachi interpretata da Tao Tsuchiya
- Okina interpretata da Min Tanaka
- Seijūrō Hiko interpretato da Masaharu Fukuyama

## Produzione
Il 21 giugno del 2016 Funimation ha annunciato di aver acquisito i diritti della trilogia live action per la sua distribuzione negli Stati Uniti. La pellicola è uscita nelle sale americane sottotitolato nell'ottobre del 2016. È stato seguito da un home video e da un video on demand poco dopo.
I piani per un ulteriore sequel sono stati rivelati il 4 settembre del 2017, a causa del matrimonio dell'ex attrice Emi Takei con il membro della boy band Exile Takahiro, così come della sua gravidanza, essendo il tutto una violazione del contratto.
Il budget dei due ultimi live è stato di 30 milioni di dollari statunitensi e hanno incassato complessivamente al botteghino un totale di 49,9 milioni.

## Distribuzione
Il Blu-ray e il DVD sono stati pubblicati il 21 gennaio 2015 in Giappone.
Il film è stato distribuito in Blu-ray e DVD da Funimation il 3 gennaio 2017 in Nord America, che include una versione doppiata in inglese del film, con un rating TV-MA.

## Accoglienza

### Incassi
Il film ha debuttato al botteghino giapponese al secondo posto, guadagnando ¥ 919.479.200. Nel suo quarto fine settimana, si è classificato al primo posto e ha guadagnato ¥ 177.419.216. È stato il numero uno per quattro settimane. È stato uno dei primi cinque film del 2014 al botteghino giapponese (sotto Kyoto Inferno al numero tre), incassando 4,35 miliardi di yen (41,06 milioni di dollari) in Giappone. All'estero, ha incassato ₩ 16.916.100 ($ 14.955) in Corea del Sud, e $ 2.484.963 in altri territori, per un totale internazionale di $ 44 milioni.

### Critica
Il film ha ricevuto recensioni ampiamente positive dalla critica, ricevendo ancora una volta un ampio riconoscimento per la sua coreografia di combattimento innovativa e la direzione d'azione coordinata da Kenji Tanigaki.
Gareth Evans, regista di The Raid - Redenzione e The Raid 2: Berandal, ha condiviso grandi elogi per la trilogia live-action di Rurouni Kenshin del regista Keishi Ōtomo, Studio Swan e WB Japan. Attraverso una serie di tweet e post su Instagram, Evans ha dichiarato: "Accidenti, l'azione in Rurouni Kenshin è bellissima. Enorme punta di cappello al coreografo Kenji Tanigaki" e ha continuato a lodare il terzo atto del film, in particolare la battaglia finale tra Sōjirō Seta e Kenshin Himura. "Accumulato attraverso la trilogia su un volo. Sojiro vs Kenshin è uno dei migliori combattimenti con la spada che abbia mai visto. Deve comprare, deve rivedere, deve studiare!" così come "Rivisitare i film di Rurouni Kenshin e me questo è uno scatto così meravigliosamente complesso. Cinema d'azione puro, tutto basato sul ritmo e sull'energia."
Roxy Simmons di Eastern Kicks ha dichiarato: "La sfida con l'adattamento di qualsiasi media popolare è trovare un equilibrio che si rivolge ai fan del materiale originale, ma consente anche al film di stare da solo per lo spettatore medio. Questo film fa esattamente questo. The Legend Ends lega magnificamente la storia iniziata in Kyoto Inferno, il secondo capitolo, offrendo un climax infuocato che si fonde nel più dolce dei finali. Come adattamento, il film si discosta in alcuni punti dal suo materiale originale, anche se l'approvazione dell'artista manga, Nobuhiro Watsuki, è un chiaro indicatore di quanto bene siano stati fatti, e i fan dell'anime e del manga saranno sicuramente soddisfatti dell'esecuzione quasi perfetta di scene che sono praticamente rimosse dalla pagina. La recitazione è stata sempre buona in questi film di Kenshin, e il cast ha offerto ancora una volta solide performance. Tatsuya Fujiwara, in particolare, è stato finalmente in grado di spiegare le sue ali in questo, ed è stato fantastico come l'antagonista Makoto Shishio, ritraendo una versione sfumata del suo personaggio e vulnerabilità che hanno reso la sua fine ancora più soddisfacente.
Lito B. Zulueta del Philippine Daily Inquirer ha elogiato il film, dichiarando che "The Legend Ends" ha "ripristinato il genere dei samurai", e continua a lodare vari aspetti del film. "La leggenda finisce in un duello fino alla morte dei due spadaccini. Inutile dire che la lotta è uno spettacolo per porre fine a tutti gli spettacoli di lotta. Diretti da Keishi Ohtomo, i film di Rurouni Kenshin sono spettacoli favolosi che si negano la solita lucentezza hollywoodiana e i trucchi CDG esagerati per ottenere il suo aspetto epico e le sue proporzioni. Si basa invece sul buon vecchio cinema classico. Il design di produzione e la direzione artistica sono di prim'ordine. Il sequel in due parti, ad esempio, inizia e finisce in primavera, e la produzione evoca così magnificamente la stagione che gli spettatori possono essere spinti all'esaltazione in lacrime. I film "Rurouni" sono nella tradizione della fotografia classica giapponese. Inoltre, la produzione è guidata da una trama avvincente e personaggi molto avvincenti. Ad esempio, Kenshin e Shishio sono personaggi totalmente coinvolgenti e, nei loro termini di motivazione e missione contorte, credibili".
Derek Elley di Film Business Asia ha assegnato al film un 8 su 10, elogiando il suo "riflessivo preludio a un finale di humdinger." e ha elogiato la regia d'azione del film "il duello mastodontico sulla corazzata di ferro del cattivo, messo in scena dal regista d'azione Kenji Tanigaki in un modo che mostra un ritorno al suo addestramento di Hong Kong visibile nel primo film della serie. Invece dei combattimenti di spada senza spargimento cruento che dominavano Kyoto, il finale è più mano a mano, combattimento di contatto, in un'arena virtuale nelle viscere della corazzata. C'è anche un suggerimento intrigante che non c'è molta differenza tra il cattivo e i suoi avversari – tutti sono fondamentalmente dinosauri di una cultura guerriera ormai antiquata.
In una recensione mista, Clarence Tsui di The Hollywood Reporter ha criticato la durata di due ore del film, così come il suo primo atto espositivo e la coreografia, etichettandolo come "avvincente" ma il culmine dei quattro contro Shishio "assurdità sfacciata". e continua commentando "I personaggi parlano in frasi disinvolte che offrono la filosofia del merluzzo: il mentore e gli amici di Himura insistono sull'importanza del rispetto di sé, mentre Shishio – tutto fasciato a causa delle ustioni che ha subito per mano dei suoi ex datori di lavoro governativi – schernisce i suoi nemici per la loro morale distorta e per l'incapacità di vedere che c'è profitto da avere nell'allarmismo. Tsui afferma più avanti nella recensione che "The Legend Ends offre un tipo di intrattenimento cinematografico widescreen che la maggior parte degli adattamenti cinematografici giapponesi – di serie TV o fumetti – ora manca. Il modo corretto di procedere – per i suoi produttori o i suoi distributori internazionali, è quello di combinare (il più coinvolgente) Kyoto Inferno e (il più socialmente consapevole) The Legend Ends in uno, in modo da dare a Rurouni Kenshin – che si tratti del materiale originale di Watsuki o dei film di Otomo – un finale compatto e soddisfacente.

## Colonna sonora
La canzone degli One Ok Rock "Heartache" dal loro album 35xxxv è presente nel film.

## Riconoscimenti
- 2015 - Nomination miglior attore a Takeru Satō

## Sequel
I piani per un altro sequel erano stati rivelati da Daily.co.jp il 4 settembre 2017, in relazione alla violazione del contratto dell'attrice principale Emi Takei a causa del suo matrimonio con il membro della band Exile Takahiro, così come la sua gravidanza. Takei aveva accordi con un massimo di 10 società per spot pubblicitari, tra cui JTB e Yōfuku no Aoyama, ed è stato riferito che il suo accordo con SSP potrebbe essere terminato, con i suoi accordi commerciali con altre società interessate. Oscar Promotion, l'agenzia di Takei, si scusò con i suoi clienti e stava negoziando sanzioni per violazione del contratto. La sanzione per la sua violazione del contratto avrebbe potuto raggiungere fino a 1 miliardo di yen (circa 9,11 milioni di dollari). Il 12 aprile 2019, è stato annunciato che due nuovi film live-action saranno presentati in anteprima nell'estate 2020; Rurouni Kenshin: The Final avrebbe dovuto debuttare il 3 luglio e Rurouni Kenshin: The Beginning il 7 agosto. Entrambi i film sono stati posticipati al 2021 a causa del COVID-19.